# Jean-Claude Albert-Weil
Pour les articles homonymes, voir Albert et Weil.
 (avril 2019).
Si vous disposez d'ouvrages ou d'articles de référence ou si vous connaissez des sites web de qualité traitant du thème abordé ici, merci de compléter l'article en donnant les références utiles à sa vérifiabilité et en les liant à la section « Notes et références ».
Jean-Claude Albert-Weil, né le 31 mai 1933 à Béziers et mort le 7 avril 2019, est un écrivain et musicien de jazz français.

## Biographie
Jean-Claude Albert-Weil est le petit-fils du professeur Ernest Albert-Weil, pionnier de la radiologie, et le fils de Jean Albert-Weil, médecin-chef à l’Hôpital central des prisons à Fresnes.
Il fait ses études au lycée Pasteur à Neuilly-sur-Seine.
Il mène une vie de musicien de jazz (guitare, banjo), style New Orleans et compose de nombreuses chansons. Il est membre de l’orchestre « Les Barbecues » (Fondé en 1960, Grand Prix du « Jazz-Club de France » en 1966).
Il fonde en 1963, avec le batteur Gilles Nicolas, le Gill’s Club, cave de jazz du Marais, qu’il dirige jusqu’en 1973. Cela lui vaut d’être médaillé de la Ville de Paris, pour l’action culturelle qu’il a conduite dans son quartier. Il est également cofondateur des « Peintres du Marais ».
Ayant obtenu une licence de philosophie à la Sorbonne, il enseigne le français en Algérie (1970-1971) (?).
Il intègre la troisième chaîne de la télévision française, de 1971 à 1975. Il est ensuite conseiller artistique au service des achats de films et d’émissions pour TF1, avant de revenir de 1987 à 1992 à FR3 pour occuper les mêmes fonctions.
Tout au long de ces années, il produit une dizaine d’émissions de jazz pour la télévision et écrit les paroles de certaines musiques de série télévisée (ainsi est-il l’auteur des paroles de Starsky et Hutch).
En 1999, il signe pour s'opposer à la guerre en Serbie la pétition « Les Européens veulent la paix », initiée par le collectif Non à la guerre.

## Œuvre
Il publie en 1965 un roman, Jazzmosphère (Christian Luçon éditeur), qui retrace la bohème musicale de ses années d’après-guerre sur fond d’existentialisme.
Il se lance dans les années 1990 dans l’écriture d’une vaste trilogie romanesque : L’Altermonde.
Ses trois volets sont : 
- Europia (Éditions L'Age d'Homme, 2000. Initialement paru en 1997 aux Éditions du Rocher, sous le titre de Sont les oiseaux, il a reçu le Grand Prix du Roman de la Société des Gens de Lettres en 1997) ;
- Franchoupia (Éditions L'Age d'Homme, 2000, présélectionné pour le Renaudot en 2000) ;
- Sibéria (Éditions Panfoulia, 2005)

L’auteur a choisi la forme de l’uchronie, autrement dit un mélange de science-fiction et d’utopie, sur fond d’histoire revisitée : faire comme si les choses s’étaient passées différemment… comme dans Le Maître du Haut-Château de Philip K. Dick et Rêve de fer de Norman Spinrad. Dans cette uchronie, Hitler a gagné la guerre, mais, à la suite de plusieurs vagues de « déshitlérisation », l’Allemagne a été dénazifiée…
Un nouveau monde s’instaure peu à peu : le Grand Empire, réunissant, par-delà l’Oural, l’Europe et la Sibérie. Un contre-monde sans consumérisme effréné, sans folie productiviste, sans surnatalité, dans lequel la notion de standardisation est vigoureusement combattue. Un contre-monde tout en démesure, sillonné de part en part par une route gigantesque de un à deux kilomètres de large, de Gibraltar à Vladivostok…
Certains critiques s'accordent à dire qu'Albert-Weil est un phénomène dans les lettres contemporaines par le souffle, l'éclat et la véhémence de son style. Son refus, dans la lignée de Rabelais et Céline, du français figé.